# Толстой, Виктория
Луиза Виктория Толстой (швед. Louise Viktoria Tolstoy, урождённая Чельберг, швед. Kjellberg; род. 29 июля 1974, Сигтуна, Стокгольм[…]) — шведская джазовая певица, известная под псевдонимом «Леди-джаз» также далеко за пределами своей страны. Неоднократно входит в число самых популярных джазовых исполнителей Скандинавии. За время своей карьеры выпустила 8 альбомов.
В своих работах неоднократно обращается к классическим русским композиторам, таким как Чайковский, Бородин, Рахманинов, а также Высоцкому.

## Биография

### Происхождение
Детство провела в Сигтуне и Уппсале. Является дочерью музыканта и преподавателя музыки в уппсальском университете Эрика Чельберга и Марьи Толстой, праправнучка русского писателя Льва Толстого.

### Карьера

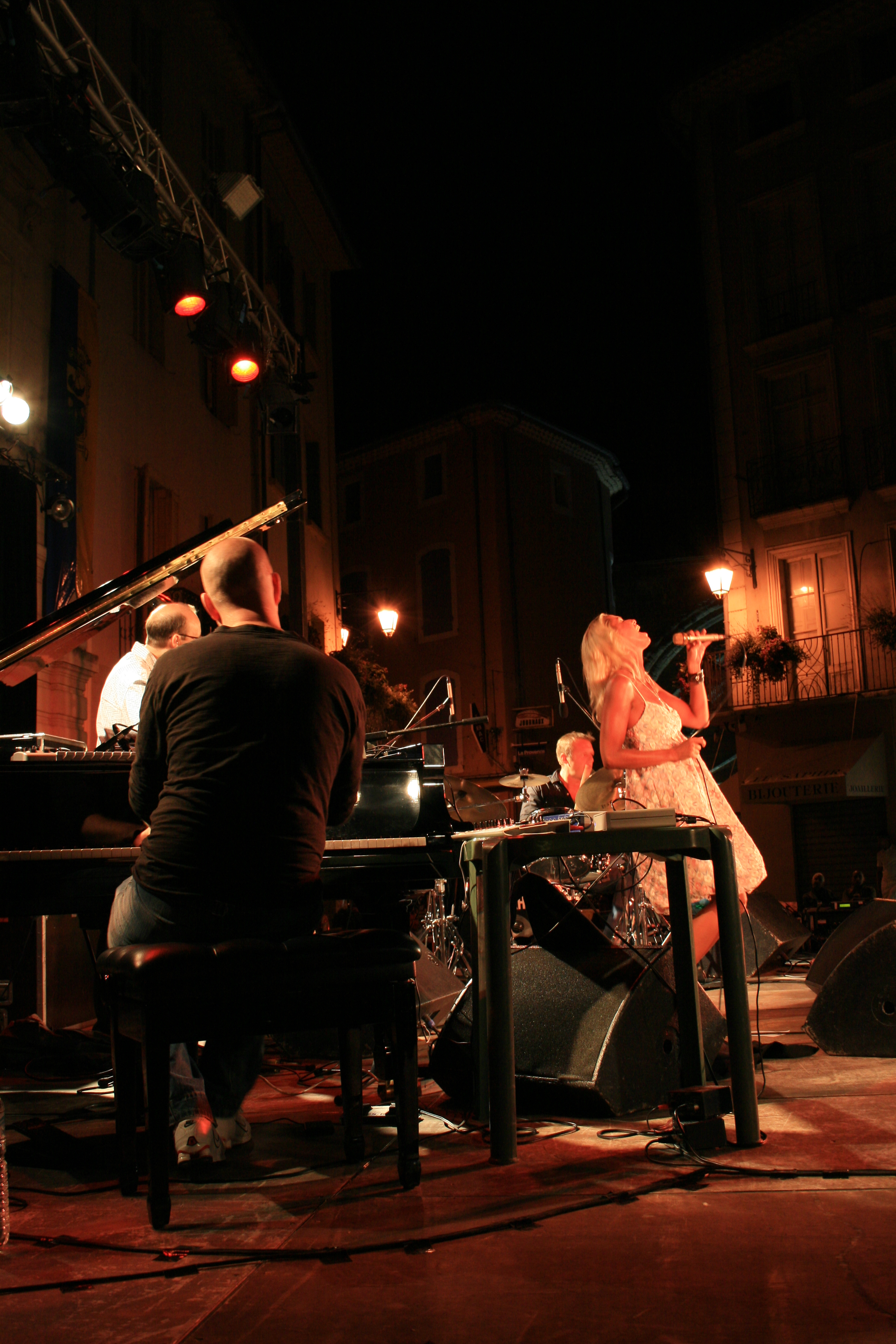
На Оранжевом фестивале в 2007 году

Певица дебютировала в 1994 году вместе с альбомом Smile, Love and Spice в соавторстве со своим отцом. После этого Толстой быстро стала популярной в Швеции и получила приглашение сотрудничать с американской джазовой студией Blue Note, где и записала свой известный альбом White Russian. Далее Виктория сотрудничает уже с немецким лейблом и выпускает пятый по счёту «Shining On You». В 2011 году выступила в Санкт-Петербурге.
Виктория Толстой никогда не выступает сольно. Её партнерами в разное периоды на сцене и в студиях звукозаписи среди прочих были Маккой Тайнер, Рэй Браун, Тутс Тилеманси и Бенни Андерсон, в тандеме с которым Виктория записала несколько песен Нильса Ландгрена на легендарный диск Funky ABBA.

## Увлечения
Считает, что выбрала джаз, потому что этот музыкальный жанр даёт большую свободу импровизации.
В интервью::

<…>Всю жизнь я только пела, у меня не было других интересов. Отучившись два года в гимназии по музыкальной линии, поступала в Высшую музыкальную школу в Ингесунде, провинция Вермланд. Меня приняли, но я забрала документы, посчитав, что всему необходимому научусь, выступая на сцене. Тем не менее папа, безусловно, сыграл значительную роль в моём музыкальном развитии. И я очень рада, что именно он и никто иной помог мне стать профессиональной певицей. А вот могу ли я представить своих детей в этой профессии… Самое важное, чтобы они занимались тем, что им действительно по душе. Хотя, разумеется, на них оказывает влияние то, что музыка постоянно звучит дома, а все наши друзья — музыканты. Да, дети обожают играть на музыкальных инструментах, петь и танцевать. Посмотрим, что будет, когда они подрастут.<…>

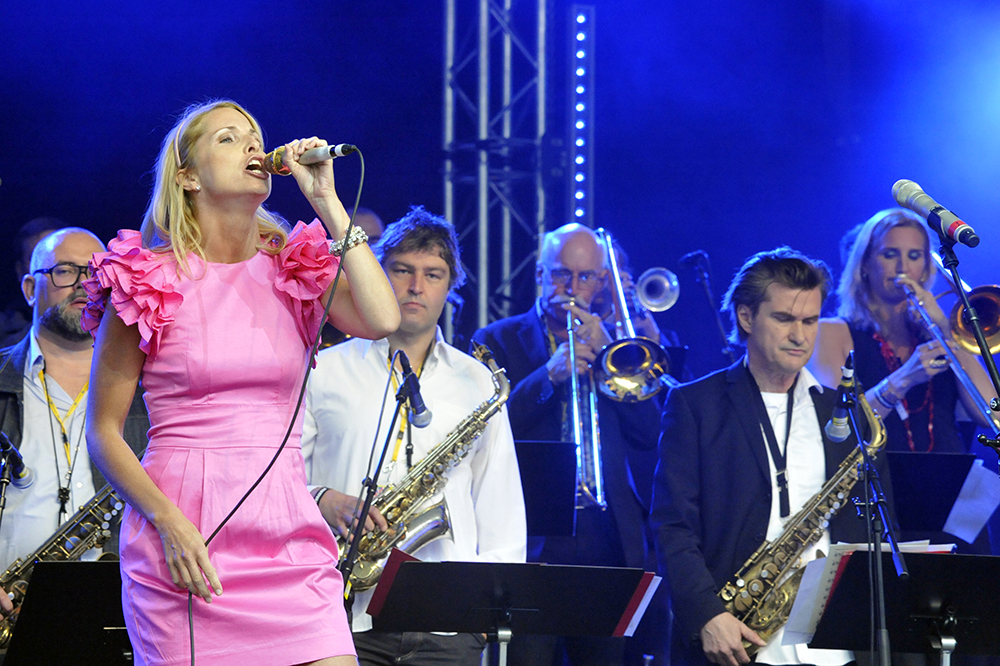
Виктория Толстая на сцене Стокгольмского джазового фестиваля 2010 года.

### Личная жизнь
Семь лет состояла в браке с модельером и скейтбордистом Пером Холькнетом. Они расстались в 2008 году. В это же время у Виктории начинаются отношения со шведским джазовым барабанщиком Расмусом Чельбергом, вместе с которым воспитывает сына. Сейчас проживает со своей семьей в Мальмё.

## Дискография
- 1994 — Smile, Love and Spices
- 1996 — För Älskad
- 1997 — White Russian
- 2001 — Blame It On My Youth
- 2004 — Shining on You Richard Spencer
- 2005 — My Swedish Heart
- 2006 — Pictures Of Me
- 2008 — My Russian Soul
- 2011 — Letters to Herbie